# Букет окружностей

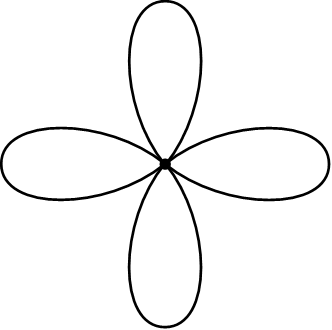
Букет четырёх окружностей (роза с четырьмя лепестками)

Букет окружностей (известный также как роза) — это топологическое пространство, полученное путём склеивания набора окружностей вокруг одной точки. Окружности букета иногда называются лепестками розы. Букеты окружностей важны в алгебраической топологии, где они тесно связаны со свободными группами.

## Определение

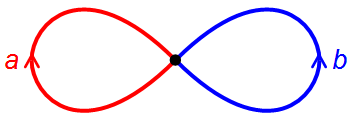
Фундаментальная группа восьмёрки является свободной группой, сгенерированной элементами a и b

Букет окружностей является частным случаем букета пространств. То есть букет окружностей является факторпространством C/S, где C является несвязным объединением окружностей по множеству S, состоящему по одной точке из каждой окружности. Как клеточный комплекс букет окружностей имеет одну вершину и по одному ребру для каждой окружности. Это делает его простым примером топологического графа.
Букет из n окружностей может быть получена также путём отождествления n точек одной окружности. Букет из двух окружностей называется восьмёркой.

## Связь со свободными группами

Универсальное накрытие восьмёрки может быть визуализировано графом Кэли свободной группы на двух генераторах a и b

Фундаментальная группа букета окружностей является свободной с одним генератором для каждого лепестка. Универсальное накрытие является бесконечным деревом, которое может быть отождествлён с графом Кэли свободной группы. (Это специальный случай комплекса презентаций, ассоциированного с любым заданием группы.)
Промежуточные накрытия букета окружностей соответствуют подгруппам свободной группы. Наблюдение, что любое накрытие букета окружностей является графом, даёт простое доказательство, что любая подгруппа свободной группы свободна (теорема Нильсена — Шрейера).
Поскольку универсальное накрытие букета окружностей стягиваемо, букет окружностей является пространством Эйленберга — Маклейна типа {\displaystyle K(F,1)} для ассоциированной свободной группы {\displaystyle F}.
Из этого следует, что когомология групп {\displaystyle H^{n}(F)} тривиальна для {\displaystyle n\geqslant 2}.

## Другие свойства

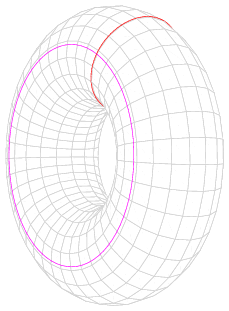
Восьмёрка в торе

- Любой связный граф гомотопически эквивалентен букету окружностей. В частности, букет окружностей является факторпространством графа, полученного путём стягивания остовного дерева.
- Шар с удалёнными n точками (или сфера с удалёнными {\displaystyle n+1} точками) является деформационным ретрактом в букет окружностей с n лепестками. Одна из окружностей букета окружает каждую из удалённых точек.
- Тор с одной удалённой точкой является деформационным ретрактом в восьмёрку, а именно объединением двух генерирующих окружностей. Более обще, поверхность рода g с одной удалённой точкой является деформационным ретрактом в букет окружностей с 2g лепестками, а именно в границу фундаментального многоугольника[англ.].
- Букет окружностей может иметь бесконечно много лепестков, что приводит к фундаментальной группе, которая свободна на бесконечно большом числе генераторов. Букет из счётного числа окружностей подобен гавайской серьге — имеется непрерывная биекция из букета окружностей в гавайскую серьгу, но они не гомеоморфны.